# Par-dessus bord (pièce de théâtre)
Par-dessus bord est une pièce de théâtre en « six mouvements » écrite par Michel Vinaver entre 1967 et 1969. Connue pour sa grande envergure, l'auteur la qualifie lui-même de « monstrueuse». Inspirée par sa propre expérience de PDG au sein de Gillette France, la pièce raconte la lutte d'une entreprise familiale de papier toilette contre une multinationale américaine pour survivre sur le marché français. Après la succession mouvementée du poste de PDG, la PME Ravoire et Dehaze doit se réinventer à travers de nouvelles stratégies marketing.
Cette pièce-fleuve (60 personnages, 25 lieux, 7 heures de représentation) existe en quatre versions du texte publiées par l'auteur: l'intégrale, la Brève, la Super-brève, l'Hyper-brève.
La pièce est mise en scène initialement par Roger Planchon en 1973 au Théâtre national populaire à Villeurbanne dans une version écourtée par le metteur en scène. Elle est ensuite mise en scène dans sa version intégrale au Théâtre populaire romand par Charles Joris en 1983, puis pour une première fois en France, par Christian Schiaretti en 2008 au Théâtre national populaire.

## Résumé
Par-dessus bord est composé de fragments narratifs entremêlant des références réalistes, mythologiques, quotidiennes, historiques et ordinaires, dont l'intrigue principale a pour sujet la lutte de deux entreprises sur le marché du papier toilette français: la PME familiale Ravoire et Dehaze et la multinationale américaine United Paper.

À cette intrigue centrale se mêlent un grand nombres de fils secondaires qui se situent au niveau de l'entreprise, de l'intime ou de l'Histoire. Anne Ubersfeld, historienne du théâtre dont de nombreux travaux portent sur l'œuvre de Michel Vinaver, identifie quatre intrigues s'entremêlant les unes aux autres et qu'elle détaille de la manière suivante :    
«1° Les aventures de la firme; 2° l'histoire de la famille Dehaze, la mort du père, l'éviction du fils légitime, Olivier, l'ascension de Benoît, le frère traître, divorce et mariages; 3° l'histoire de Lubin représentant de la firme, de sa fille Jiji et de son gendre Alex, miraculé d'Auschwitz; 4° le sort de Passemar, hypostase de l'auteur, cadre en difficulté dans l'entreprise, qui veut écrire une pièce sur celle-ci.» 

### Résumé par «mouvements»

#### Premier mouvement:Cartes sur tables
Jean Passemar, un cadre administratif aux ambitions littéraires, rejoint l’entreprise Ravoire et Dehaze, le premier fabricant de papier toilette en France. Confrontée à une compétition acharnée venant des entreprises américaines, Ravoire et Dehaze, sous la direction de Fernand Dehaze, et avec l’appui de son fils Olivier, lance un nouveau produit appelé Bleu Blanc Rouge, visant à évoquer le patriotisme français.

#### Deuxième mouvement:Bleu-Blanc-Rouge
À la suite de l’échec du produit Bleu Blanc Rouge, la tension monte au sein de l’entreprise. Les conflits éclatent, notamment entre Benoît, fils illégitime de Fernand Dehaze, qui cherche à évincer son frère Olivier. Ces tensions culminent avec la chute de Fernand Dehaze dans un coma, exacerbant encore les divisions internes.

#### Troisième mouvement:La prise du pouvoir
Après la disparition de leur père, Benoît réussit à évincer Olivier et prend le contrôle de l’entreprise. Parallèlement, Jiji, fille de Lubin (un représentant de l’entreprise), rencontre dans un club de jazz le pianiste Alex Klein, un survivant d’Auschwitz, et lui propose de l’épouser.

#### Quatrième mouvement:Mousse et Bruyère
Avec Benoît à sa tête, l’entreprise Ravoire et Dehaze connaît un vent de changement. Benoît engage de jeunes cadres dynamiques et fait appel à des conseillers en marketing, Jenny et Jack, conduisant au développement d’un nouveau produit : Mousse et Bruyère. Pendant ce temps, Olivier trouve du réconfort auprès de Margerie, l’épouse de Benoît.

#### Cinquième mouvement:Letriomphe
Benoît entend poursuivre la modernisation de Ravoire et Dehaze. Introduisant des restructurations et s’entourant de nouveaux talents, il établit Mousse et Bruyère comme un produit phare. Cependant, ce succès a des répercussions, avec certains employés, comme Mme Bachevski et Lubin, quittant l’entreprise. Tandis que Benoît fomente d’autres projets d’expansion, mais le financement reste un obstacle. À nouveau, il parvient à convaincre le banquier Ausange de lui accorder sa confiance.

#### Sixième mouvement:Le festin de mariage
Jiji et Alex Klein célèbrent leur mariage et Alex rejoint l’équipe de direction de Ravoire et Dehaze. Pendant ce temps, Olivier et Margerie déménagent à San Francisco. En parallèle, Benoît annonce non seulement son mariage imminent avec Jenny Frankfurter, mais également la fusion de Ravoire & Dehaze avec sa rivale américaine, United Paper Co. Quant à Jean Passemar, ses aspirations littéraires demeurent intactes.

## Contexte d'écriture initial

### Années 68 et capitalisme
Comme le dit Michel Vinaver lui-même, le texte est fortement imprégné du contexte des années 1968 : 
«Mai 68 se fait contre le capitalisme, contre le marketing, contre l’asservissement de l’humanité; or le libéralisme économique a trouvé un nouvel élan, a fait preuve d’une capacité à se régénérer parce qu’il est capable de rejeter ses déchets: thèmes de l’expulsion, de l’excrément... On en revient étonnamment à Par-dessus bord, non ?»
La pièce apporte une réflexion sur les bouleversements socio-économiques survenus aux alentours de Mai 68 et sur le capitalisme. Bien que critique, le positionnement de l'auteur vis-à-vis du capitalisme reste compliqué à interpréter. En tant que cadre-dirigeant d'une entreprise industrielle, Michel Vinaver profite d'un point d'observation «qui donne à ses pièces une précision et une finesse de description inégalées» sur le monde de l'entreprise, mais c'est dans cette perspective descriptive que réside aussi «la difficulté de savoir si elle constitue toujours un discours critique sur le capitalisme». Il dit lui-même ressentir un sentiment ambivalent vis-à-vis du capitalisme moderne et n'avoir aucun besoin de dénoncer unilatéralement ce milieu. Dans un entretien, Michel Vinaver raconte les changements apportés par le développement du marketing dont il est lui-même témoin et qu'il thématise dans Par-dessus bord : 
«Chez Gillette, je baignais dans un jus américain. Ce que je voyais, ma foi, coïncidait avec un moment tout à fait particulier dans l’histoire, et américaine et mondiale, qui a été la naissance de ce qu’on appelle aujourd’hui le marketing. [...] c’était un moment passionnant et que je vivais aux premières loges puisque l’entreprise dans laquelle j'étais c’était une entreprise de produits de grande consommation entièrement axés sur la création du désir.» 

### Ecriture: double-vie
Depuis 1966, Michel Vinaver occupe le poste de PDG chez Gillette France, laissant peu de temps pour l'écriture. La première version de Par-dessus bord est principalement écrite durant les vacances d'été 1968 et 1969, lui permettant de libérer dans l'écriture la matière qu'il a emmagasinée. Dans cette pièce, l'auteur concilie ces deux activités: l'écriture et être PDG. Il commente lui-même la genèse de son œuvre: 
«Le temps était venu d'une œuvre majeure, une œuvre libérée de toutes précautions. Une œuvre dans l'écriture de laquelle j'avancerais sans masque, sans défense, où je ne serais plus divisé. [Il fait allusion à son double métier de dramaturge et à Gillette, ainsi qu'à son rôle de père je crois.] J'allais jeter par-dessus bord toutes les convenances et règles qui font les bonnes pièces. La pièce aurait pour nom, eh ben oui, Par-dessus bord.»

## Lieux et personnages
Chaque mouvement s'ouvre sur une didascalie indiquant plusieurs lieux. En dehors des indications de lieux et de personnages, les didascalies sont rares dans le texte. Chaque mouvement se déroule dans plusieurs espaces, sans que le passage de l'un à l'autre soit explicité. Dans l'édition originale, les personnages sont listés selon l'ordre hiérarchique de l'entreprise, puis ceux ne faisant pas partie de Ravoire et Dehaze. 

- Fernand Dehaze, P.D.G. de Ravoire et Dehaze  
- Olivier Dehaze, directeur général adjoint
- Benoît Dehaze, directeur commercial
- Mme Alvarez, directeur administratif  
- Jean Passemar, chef du service administratif des ventes
- Mme Bachevski, directeur des achats  
- M.Cohen, chef comptable  
- Edmond Grangier, chef planning fabrication  
- Claude Dutôt, chef des ventes  
- Lubin, représentant  
- André Saillant, controller
- Yves Battistini, chef de service études du marché  
- Jean-Baptiste Peyre, chef de produit  
- Mme Lépine, grossiste en droguerie  
- M.Onde, professeur au Collège de France
- R.P. Motte, dominicain  
- Dr Temple, médecin des hôpitaux
- M.Toppfer, antiquaire
- M.Ausange, banquier  
- Margerie Dehaze, femme de Benoît
- Alex Klein, musicien de jazz  
- Jiji, fille de Lubin
- M(e) Rendu, notaire
- Etienne Ravoire, oncle de Benoît et Olivier  
- Yvonne Ravoire, tante de Benoît et Olivier  
- Jack Denohue, conseiller en marketing  
- Jenny Frankfurter, conseiller en marketing  
- Denis Reszanyi, psycho-sociologue  
- Ralph Young, vice-président de United Paper Co  
- Bruno de Panafieu, chef de publicité
- Hugues Jaloux, concepteur-rédacteur
- Un pianiste. Trois danseurs. Un modèle nu, Deux musiciens noirs. Un garçon de café. Une bonne. Une secrétaire. Ouvriers et employés de Ravoire et Dehaze. Clients de « l’Infirmerie. Infirmières d’hôpital. Auditeurs au Collège de France.

## Thèmes

### Passemar: un double de l'auteur
Passemar, employé de l'entreprise et écrivain est un « double fictif de l'auteur par sa posture distancée, légère et ironique avec laquelle il envisage le monde de l'entreprise en spectateur et en dramaturge bien plus qu'en acteur ».Celui écrit cette pièce de théâtre afin de « tâter de la possibilité qu'offrait la littérature en cas de chômage ». D'abord « chef du service administratif des ventes », il est ensuite assigné à un stage de marketing, sans grand succès, avant de retourner à son poste initial.
«C'est un petit divertissement masqué très libre à la façon d'Aristophane dont j'ai pensé qu'il pourrait peut-être servir de prologue à la pièce je suis l'auteur de cette pièce [...] je n'étais plus si jeune que ça j'avais vingt-six ans et déjà une petite carrière littéraire derrière moi deux romans publiés chez Gallimard j'étais un des poulains d'Albert Camus [...]»
Au début de la pièce, Passemar résume lui-même les actions qui vont avoir lieu. 
«De Minneapolis  ils ont débarqué en force ont pris pied et alors que l'effondrement paraissait imminent il y a eu une petite révolution du palais le fils naturel du patron a pris la direction de l'affaire avec une équipe de jeunes cadres dont je ne suis pas mais ça ne m'empêche pas d'être objectif ils ont réussi à renverser la vapeur et à mettre en difficulté le colosse d'outre-Atlantique en usant des armes que celui-ci leur avait apprises et avec une astuce et une agilité que celui-ci peut leur envier.»

### Mythologie
Le personnage de M. Onde incarne le double de Georges Dumézil, auteur de l'ouvrage comparatiste Loki, paru en 1948. Dans la pièce, M. Onde enseigne une leçon au Collège de France sur le mythe nordique de l'affrontement entre deux peuples de dieux : les Ases et les Vanes. Le conflit entre les deux peuples se résout par le succès populaire que rencontre un dieu adverse retenu en otage chez les Ases et qui sera élu comme magistrat suprême. Dans la mise en parallèle avec la lutte de Razoire et Dehaze contre sa concurrente américaine, elle apparaît alors comme une bataille entre les dieux.

### Mondialisation capitaliste et américanisation
Le patron Dehaze annonce lui-même les changements qui bouleversent l'entreprise : « [...] la France a un retard considérable à rattraper sur le reste des pays à niveau élevé de développement nous vivons dans un monde en profonde transformation et pour survivre et pour vaincre il faut que nous nous transformions aujourd'hui [...] le vent actuellement souffle d'Amérique c'est un vent desséchant et violent ». En thématisant les enjeux liés à la mondialisation et l'américanisation de la société, la libéralisation des mœurs, l’avènement du marketing qui sous-tend la société de consommation et des loisirs, ainsi que l’établissement d’une civilisation régie par les logiques de la concurrence et du management entrepreneurial, la pièce est régulièrement assimilée à une "épopée du capitalisme".

### Spécificités de la pièce
L'écriture de Michel Vinaver se démarque par l'absence totale de ponctuation. L'auteur livre dans ses notes (1967-1969) deux raisons principales :  
«– Parce que les gens parlent dans un jet fluide avec des coupes qui ne sont pas nécessairement là où se trouveraient les signes. Désir de rendre le comédien (mais même le lecteur) plus libre et inventif dans sa saisie du texte ; de le mettre plus près de la réalité des choses dites.  

– Parce que la ponctuation – qui est une aide à la compréhension, mais aussi un confort et une habitude – fait obstacle au jaillissement des rythmes, des associations d’images et d’idées, gêne les assemblages, les recouvrements de sons et de sens, empêche tout ce qui est confusion. Elle organise, elle fige, alors que le propos, ici, est d’atteindre la plus grande fluidité que le langage (comme il m’est donné de l’écrire) permet.» 
Au-delà de cette particularité stylistique, l'écriture de Michel Vinaver entremêle les répliques et les fils de l'action. Pour Jean-Pierre Sarrazac, les positionnements dynamiques de ces phrases représentent un véritable travail de montage. Simon Chemama prolonge cette réflexion et voit dans ces « brusques juxtapositions » de véritables «entrelacs réalistes», renvoyant à l'idée de «magma». Cette recherche se poursuit par la suite dans l'écriture des différentes versions.

### Influences et intertextualités
Au fil de notes «En cours d’écriture de Par-dessus bord» prises entre 1967 et 1969, Michel Vinaver dresse la liste des diverses œuvres qui ont contribué à l’écriture de la pièce:   

- Lear / Othello / Macbeth.  
- Aristophane (Cornford, Thomson).
- Dumézil.  
- Norman Brown (Life against death, Lobe’s body).
- Le théâtre du boulevard  
  - fils naturel  
  - héritage / notaire / conseil d’administration  
  - rivalité

- France Observateur (table ronde décébration).
- Happening d’Oldenburg.  
- Léon Wells : Lvov.
- Rabelais.
- Comptes rendus agences pub. Bates, Publicis.
- Montaigne (La Boétie).
- Récits hassidiques.
- Dubuffet mais aussi Picasso.
- Y. Klein.

Aussi, inspiré par l’esthétique dadaïste ou cubiste du montage et du collage, Vinaver met en scène un «théâtre minimal» où les “choses brutes (micro-événements, gestes, paroles). Entre apparition du marketing dans les années 1970, références à la Shoah, élaboration à la fois sérieuse et ironique d’un «théâtre total», mais aussi les emprunts au aristophanesques conjugant le haut et le bas, jusque dans ses aspects scatologiques, leur «juxtaposition abrupte permet d'établir des connexions, d'avancer dans la connaissance, en forçant un accès vers le réel», faisant de cette pièce un «theatrum mundi» tourné vers le réel, dans les mots de Marie-Hélène Boblet. Les tensions quotidiennes à l’œuvre dans le capitalisme contemporain, fondent une guerre commerciale prenant les atours d’une guerre mythique où s’affrontent des Dieux.  
Un esprit avant-gardiste imprègne également Par-dessus bord, évoquant la tradition du «Théâtre Total» (Living Theatre). Gerald Garutti voit ainsi dans cette somme écrite en 1967-69, la conjugaison de sept dimensions, entre «souffle épique et portée mythique, rire farcesque et matrice comique, drame shakespearien et théâtre total - avec, en prime, un désenchantement post-moderne». Le marché, autrefois perçu comme une terre d’opportunités sans fin, apparaît désormais comme un champ de ruines, illustrant la fin d’une époque d’innocence dans le monde du capitalisme. Gérald Garutti y voit ainsi une «épopée du capitalisme», avec ses managers «titanesques», s'approcherait de la grandeur d'une Iliade pour le monde contemporain; la pièce atteindrait ainsi une dimension épopéique, sans tenir un discours surplombant sur le capitalisme néolibéral, mais en dégageant sa complexité sur le mode de l‘ «heuphorie d‘un âge homérique». Dans cette représentation contemporaine, le capitalisme est célébré, évoquant un monde où l’abondance de la production et la promotion se mêlent à la consommation et à la mondialisation qui marquent les Trente Glorieuses.  

## Versions
Il existe quatre versions établies et publiés par l'auteur et d'autres variantes dont il valide la conception sans en faire des textes à son nom. Il résume:
«Que dire aujourd'hui de Par-dessus bord? J'en ai fait trois réductions, la Brève, la Super-Brève et l'Hyper-brève, et j'en arrive à ne pas avoir de préférence entre mes quatre versions. J'ai tenu à ce qu'elles soient toutes publiées.Il m'est arrivé d'autoriser des versions encore plus réduites et en même temps plus engagées dans la contestation [...].»

### Version "Intégrale"
Ce qui précède traite principalement de cette version, car c'est la plus longue avec environ 62'000 mots. La version «Intégrale» est publiée par L’Arche Éditeur en 1972, rééditée par le Théâtre Populaire Romand, Canevas Éditeur, 1983.

### Version "Brève"
Michel Vinaver a, dès les premiers instants, l'intention de produire des versions plus compactes. Il décrit une volonté «d'émincissage (néologisme qu'il invente depuis le verbe émincer), de tronquage, et de téléscopage» ou même de «laisser fondre» le texte. La version «Brève», est écrite en 1970 et est publiée au Théâtre complet volume 3, L’Arche Éditeur, 2004.

### Version "Super-brève"
La version «Super-brève» écrite deux ans après la Brève paraît dans la première édition du Théâtre complet aux Actes Sud et L’Aire en 1986. Avec ces deux premières réductions, Vinaver veut rendre sa pièce "dramatiquement plus viable" pour simplifier sa mise en scène et réduire sa longue durée. Cependant, il ne retire aucun personnage de la composition initiale. Elle sort dans la première édition du Théâtre complet (volume 1, Actes Sud et L’Aire) en 1986.

### Version "Hyper-brève"
La version «Hyper-brève» ne compte plus qu'environ 23'000 mots pour approximativement deux heures trente de représentation. La genèse de cette pièce diffère des deux brèves antérieures. En effet, il écrit l'Hyper à la suite de la version scénique proposée par Jérôme Hankins à l'ENS en 1990, ainsi qu'en repiochant dans des parties abandonnées de l'Intégrale. Cette version sort en 2003 (Théâtre complet, volume 2, Actes Sud).
Pour la première fois, l'auteur tire des personnages. Poursuivant les premières éliminations d'Hankins (Etienne Ravoire, Panafieu et maître Rendu), il évince également le révérend père Motte, un garçon de café, une secrétaire, des ouvriers de l'entreprise, des infirmières. Ces délitements ont pour conséquences de laisser certaines répliques comme suspendue et surprenante.

## Mises en scène
Vinaver a beaucoup insisté sur la nécessité de multiplier les metteurs en scènes pour chacune de ses pièces, appelant ces derniers à se les approprier – idée bâtie sur la nécessité de multiplier les regards, et refusant toute position de surplomb. Vinaver fait d’ailleurs référence aux diverses mises en scènes des œuvres de Shakespeare:  
«Tous les metteurs en scène coupent, taillent dedans, ce qui n'empêche pas ses pièces de tenir le coup».
De la même façon, le personnage de Passemar – qui apparaît comme le double, sinon la figure “bouffonne” de l’auteur –, une fois parvenu à la fin de l’écriture de sa propre pièce au terme de Par-dessus bord, va dans le même sens: «Elle est un peu trop foisonnante je ne m'opposerai pas à certaines coupures mais ce que je souhaiterais préserver c'est cette structure dont je n'ai pas scrupule à avouer que je l'ai empruntée à Aristophane». Les coupures favoriseraient néanmoins la mise en scène d’une pièce écrite «contre le théâtre».

### Créations

#### Version écourtée
En 1973, le metteur en scène Roger Planchon (qui refuse de créer une pièce de sept heures) adapte le texte à la scène en le raccourcissant, avec l'accord de l'auteur. La pièce dure trois heures et demi et est inaugurée le 13 mars 1973 à Villeurbanne au Théâtre national populaire. Cette création est ensuite reprise au Théâtre de l'Odéon en mai 1974 après que d'importantes coupures aient été effectuées.
Distribution: André Dussolier, Jean Bouise, Maurice Teynac, Madeleine Ozeray, Marcel Dalio, Fred Personne, Roland Bertin, Claude Lochy, Edward Meeks, Isabelle Sadoyan, Jeanne Champagne, Florence Camarroque, Jean Barney, Michel Berto, Tanya Lopert, Lucienne Le Marchand, Madeleine Ozeray, Marcel Dalio, Monique Delaroche, Jean Michaud, Jean-Claude Montalban
Assistante de mise en scène, Myriam Desrumaux; scénographie, Hubert Monloup ; Costumes, Jacques Schmidt; Chorégraphie René Goliard assisté par Françoise Gres; Lumière, André Diot; Son, André Serre.
Cette mise en scène est reçue comme une critique directe du système économique : 
«[...] Par-dessus bord de Michel Vinaver [...] donne enfin la parole aux responsables, toujours condamnés sans explication sérieuse, de l'escroquerie intellectuelle où mène l'économie de profit fondée sur la consommation de masse.»

#### "L'Intégrale"
Par-dessus bord est créé dans sa version intégrale en 1983 en Suisse, au Théâtre Populaire Romand à La Chaux-de-Fonds, dans la mise en scène de Charles Joris.
Distribution: Evelyne Bisarre, Jean-Vincent Brisa, Guy Delafontaine, Giorgio Di Nella, Bernard Escalon, Fiorello Falciani, Laurence Favre, Bernard Garnier, Jacques Maeder, Christiane Margraitner, Sara Maurer, Jacqueline Payelle, Bertrand Picard, Yves Raeber, Yanneck Sidlow, Claude Thébert, Guy Touraille, Edith Winkler, Michel Weber, Doris Vuilleumier.
Le dispositif scénique est un système de passerelles surplombant la salle et la mise en scène repose sur le « seul déplacement » des comédiens et des comédiennes. Cette représentation (qui dure plus de sept heures) rencontre un «vif succès» auprès du public, incitant le Théâtre populaire romand à programmer des représentations supplémentaires.

### Autres mises en scène
- Juin 200: mise en scène de Arnaud Meunier et du scénographe Camille Duchemin. Cette création a eu lieu au Japon au Kyoto Art Center et par la suite, a fait l'objet de diverses représentations en France de Janvier à Février 2010.
- 8 Mars - 13 avril 2008: mise en scène de Christian Schiaretti au Théâtre national populaire à Villeurbanne, représentation intégrale (dure 6 heures avec entractes) ou en 2 parties. La mise en scène est ensuite jouée au Théâtre national de la Colline du 17 mai au 15 juin 2008. Distribution : Olivier Balazuc, Stéphane Bernard, Laurence Besson, Olivier Borle, Jeanne Brouaye, Armand Chagot, Hélèbe Degy, Gilles Fisseau, Jany Gastaldi, Julien Gauthier, Damien Gouy, Daniel Kenisberg, Aymeric Lecerf, Xavier Legrand, José Lémius, David Mambouch, Philippe Morier-Genoud, Clément Morinière, Guesch Patti, Christine Pignet, Daniel Pouthier, Jérôme Quintard, Dimitri Rataud, Alain Rimoux, Juliette Rizoud, Isabelle Sadoyan, Didier Sauvegrain, Clara Simpson, Julien Tiphaine, Clémentine Verdier. Cette mise en scène a reçu le Grand Prix du Syndicat de la Critique pour le meilleur spectacle théâtral de l'année 2008. Un enregistrement public a eu lieu les 5 et 6 avril réalisé par Vartan Ohanian.

## Prix etdiffusion
Par-dessus bord dans sa version intégrale a obtenu le Grand Prix du Syndicat de la Critique pour le meilleur spectacle théâtral en 2008 dans la mise en scène de Christian Schiaretti.
«Par-dessus bord est un paquebot échoué dans la dramaturgie française des cinquante dernières années. Tout Vinaver s’y trouve. C’est un chef-d’œuvre: de l’ensemble des œuvres, la plaque profonde. Il est difficilement compréhensible qu'elle ne fût pas, en France, l'objet véritable d'un rendu scénique intégral. Certes, l'oeuvre est énorme mais c'est bien là une raison de l'aborder. Certes, l'oeuvre parle d'une France d'avant mais n'est-ce pas là la clé de le France d'après. Œuvre nationale, voilà ce qui est rare, œuvre historique et qui porte un regard de l’intérieur sur la France d’aujourd’hui.»  
La pièce a été nommée aux Molières 2009 dans la catégorie auteur francophone vivant,

### Adaptations et traductions
- Overboard, paru dans Vinaver Plays : 1, Royaume-Uni, Bloomsbery Publishing, 2014[38]
- "Tori no tobu takasa " est l'adaptation japonaise de par dessus bord de Michel Vinaver réécrite par Oriza Hirata et mise en scène par Arnaud Meunier en 2009. Traduit en japonais par Shintaro Fuji. Dans le cadre de la publication française, Rose-Marie Makino-Fayolle ainsi que Vinaver ont effectué la traduction[39].
- Über Bord, traduit par Bernd Schirmer, Berlin, henschel schauspiel, 1997. Première représentation au Landestheater Linz en 2006
- La forme hyper-brève a fait l'objet d'une création radiophonique en 2023, réalisée par Baptiste Guiton et l'équipe de France Culture.